# Hattenhausen-Hefenhausen
Hattenhausen-Hefenhausen (toponimo tedesco) è stato un comune svizzero del Canton Turgovia, nel distretto di Gottlieben.

## Storia
Già comune autonomo (Ortsgemeinde) formato dai villaggi di Hattenhausen e Hefenhausen, nel 1812 è stato accorpato al comune di Lipperswil, il quale a sua volta nel 1995 è stato accorpato al comune di Wäldi assieme agli altri comuni soppressi di Engwilen e Sonterswil.